# Élections législatives grecques de juin 1989
Les élections législatives grecques de juin 1989 ont eu lieu le 18 juin 1989 afin d'élire les 300 députés du Parlement grec. La participation est de 80,3 %. Nouvelle Démocratie remporte ces élections avec 44,3 % des suffrages soit 145 sièges et le PASOK arrive en seconde position, il obtient 39,1 % des suffrages et obtient 125 sièges. Le parti Synaspismós obtient 28 sièges avec 13,1 % des suffrages. 

Le parlement sortant issu des élections législatives de 1985.